# Gentlemen cambrioleurs
Pour plus de détails, voir Fiche technique et Distribution.
Gentlemen cambrioleurs (King of Thieves) est un film britannique réalisé par James Marsh, sorti en 2018.

## Synopsis
Âgé de 77 ans, l'ancien voleur Brian Reader est aujourd'hui veuf. Il décide de réunir une bande de criminels pour réaliser un cambriolage. Ils visent la salle des coffres de la société Hatton Garden Safe Deposit (HGSD) à Londres. Ces cambrioleurs sexagénaires vont se faire passer pour des réparateurs et parviennent ainsi à pénétrer dans le dépôt. Ils neutralisent les alarmes, percent la chambre forte et s'échappent avec un butin estimé à plus de 200 millions de livres.
Alors que l'enquête de police cherche à déterminer les auteurs de cet audacieux braquage, des désaccords apparaissent rapidement entre ces truands, chacun voulant une part du butin aussi grande que possible.

## Fiche technique
Sauf indication contraire, les informations mentionnées dans cette section peuvent être confirmées par la base de données cinématographiques IMDb,  présente dans la section « Liens externes ».
- Titre : Gentlemen cambrioleurs
- Titre original : King of Thieves
- Réalisation : James Marsh
- Scénario : Joe Penhall, d'après un article de Mark Seal
- Direction artistique : Choi Ho Man
- Décors : Chris Oddy
- Costumes : Consolata Boyle
- Photographie : Danny Cohen
- Montage : Jinx Godfrey et Nick Moore
- Musique : Benjamin Wallfisch
- Production : Tim Bevan, Eric Fellner, Amelia Granger, Ali Jaafar et Michelle Wright
- Société de production : Working Title Films
- Société de distribution : Studio Canal (Royaume-Uni, France), Saban Films (Etats-Unis)
- Budget : n/a
- Pays d'origine :  Royaume-Uni
- Langue originale : anglais
- Format : couleur
- Genre : Biopic et drame
- Durée : 108 minutes
- Dates de sortie[1] :
  -  Royaume-Uni : 12 septembre 2018 (avant-première à Londres)
  -  Royaume-Uni : 14 septembre 2018
  -  États-Unis : 25 janvier 2019
  -  France : 27 mars 2019

## Distribution
- Michael Caine (VF : Frédéric Cerdal) : Brian Reader
- Jim Broadbent (VF : Jean-Claude Donda) : Terry Perkins
- Tom Courtenay (VF : Michel Le Royer) : John Kenny Collins
- Charlie Cox (VF : Alexandre Guansé) : Basil
- Paul Whitehouse (VF : Patrice Dozier) : Carl Wood
- Michael Gambon (VF : Jean-Pierre Leroux) : Billy « The Fish » Lincoln
- Ray Winstone (VF : Patrick Raynal) : Danny Jones
- Francesca Annis (VF : Françoise Pavy) : Lynne Reader

## Production
Le scénario s'inspire d'un fait réel survenu en 2015 : le cambriolage d'un dépôt à Hatton Garden dans le borough londonien de Camden.
Le tournage a eu lieu à Londres, notamment dans les Ealing Studios et à Hanwell.

## Accueil

### Critique
Sur l'agrégateur américain Rotten Tomatoes, qui compile 62 critiques, le film n'obtient que 34% d'avis favorables et une note moyenne de 4,9⁄10. Sur Metacritic, le film obtient une note moyenne de 47⁄100 pour 16 critiques.

### Box-office
| Pays ou région | Box-office     | Date d'arrêt du box-office | Nombre de semaines |
| -------------- | -------------- | -------------------------- | ------------------ |
| Royaume-Uni    | 7 770 811 $    | 17 février 2019            | 23                 |
| France         | 63 854 entrées |                            |                    |
| Total mondial  | 11 353 515 $   |                            | -                  |

## Commentaires
Durant le générique d'ouverture, des images du film L'or se barre (Peter Collinson, 1969) avec Michael Caine sont réutilisées. De plus, un plan de Ray Winstone jeune dans Scum (Alan Clarke, 1979) est repris à la fin du film.
Ray Winstone interprète ici Danny Jones. Ironiquement, il a été à l'école avec le véritable Danny Jones.